# کلیپ (فیلم)
کلیپ (صربی: Клип) یک فیلم درام صربستانی به کارگردانی مایا میلوش است که در سال ۲۰۱۲ منتشر شد.
این فیلم نخستین بار در ۱۲ آوریل ۲۰۱۲ در بلگراد به نمایش درآمد و ایسیدورا سیمیونوویچ برندهٔ جایزهٔ بهترین بازیگر زن در جشنواره بین‌المللی فیلم ویلنیوس شد.